# Стоянов, Митко
Митко Стоянов — болгарский самбист. Выступал в полутяжёлой весовой категории (до 100 кг). Серебряный (1986) и бронзовый (1987, 1989) призёр чемпионатов Европы. Серебряный (1986) и бронзовый (1987) призёр чемпионатов мира. Серебряный призёр Кубка мира 1985 года в Сан-Себастьяне. В 1984 году стал бронзовый призёром соревнований «Дружба-84» в Улан-Баторе.